# هسکل (آرکانزاس)
هسکل (آرکانزاس) (به انگلیسی: Haskell, Arkansas) یک شهر در ایالات متحده آمریکا با جمعیت ۲٬۶۴۵ نفر است که در آرکانزاس واقع شده‌است.

## موقعیت جغرافیایی
موقعیت جغرافیایی شهرها و مناطق اطراف به شرح زیر است: